# Шавла (приток Чулышмана)
Шавла (в верховьях — Онгураш, Сай-Гоныш) — река в России, протекает в Республике Алтай. Устье реки находится в 107 км по правому берегу реки Чулышман. Длина реки составляет 67 км.

## Притоки
- 4 км справа: Чакрым
- 25 км справа: Кызыл-Кочко
- 27 км слева: Мейду-Хем
- 43 км справа: Ташту-ойре

## Данные водного реестра
По данным государственного водного реестра России относится к Верхнеобскому бассейновому округу, водохозяйственный участок реки — Бассейн оз. Телецкое, речной подбассейн реки — Бия и Катунь. Речной бассейн реки — (Верхняя) Обь до впадения Иртыша.
Код объекта в государственном водном реестре — 13010100112115100001883.